# Atanas Komšev
Atanas Slavčev Komšev (bulharsky Атанас Славчев Комшев; 23. října 1959 Devetinci - 12. listopadu 1994 Sofie) byl bulharský reprezentant v zápase. Dvakrát reprezentoval Bulharsko na letních olympijských hrách v zápase řecko-římském. V roce 1988 v Soulu vybojoval ve váhové kategorii do 90 kg zlatou olympijskou medaili. V roce 1992 v Barceloně vypadl ve váhové kategorii do 100 kg ve třetím kole. Třikrát vybojoval stříbro a dvakrát bronz na mistrovství světa.
2. listopadu 1994 utrpěl při dopravní nehodě zranění, kterým o deset dní později podlehl.